# 龙沙宝石
龙沙宝石 (Rosa 'Eden') 是一种白色和淡粉色的藤本月季。这个品种是玛丽-路易斯·玫兰培育出来的，1985年由玫兰国际有限公司作为文艺复兴系列月季（Renaissance® Collection）在法国推出。当时它被命名为'Pierre de Ronsard'，和法国文艺复兴时期的诗人比埃尔·德·龙沙同名，因为他写过一篇著名的颂诗开头第一句是：Mignonne, allons voir si la rose。 这一品种也被称作'Eden Rose 85'，因为玫兰公司早在20世纪50年代的时候就推出过一款名为'Eden'的月季品种。

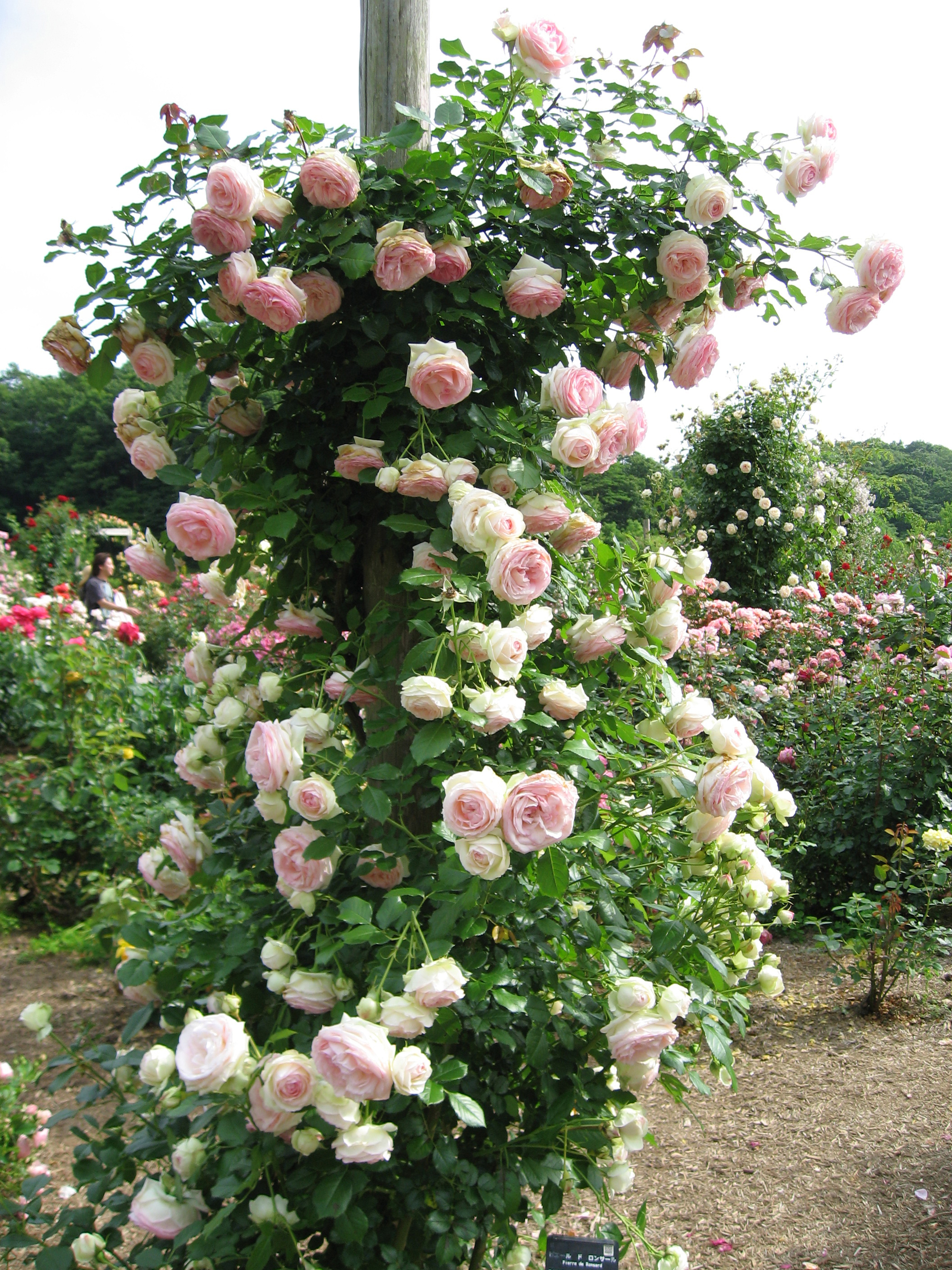
攀援在木桩上的龙沙宝石

龙沙宝石的花大，花开后平均的花朵直径为10厘米左右，花型近似古典月季的花型，花瓣内侧颜色为胭脂红，外侧则为乳白色或象牙白。大朵的花花瓣数通常能有55到60片。大且重的球形花朵会垂在枝头。龙沙宝石有种浅浅的、温和的果香， 多数情况下都是一个枝头一朵花，花苞展开慢，通常不会完全展开成饼状。 花期大致能持续一季，但开得最旺盛的莫过于每年的初花。
作为高大的灌木月季，或者说是小型藤本月季，龙沙宝石会向上茂盛地生长至100到365厘米高，约1.8米宽。 它的叶片大，强韧，浓密，稍显光泽，颜色为深绿，叶子边缘几乎没有锯齿。这个品种能耐寒冬（根据美国农业部的标准，它的耐寒范围是5b到9b），耐高温，耐雨淋，抗病能力强，但需要充足的肥力和光照。 它可以单株种植在花盆里，也可以地栽群植，高度可以达到90厘米， 非常适合做切花。由于花朵容易垂头，因而建议把它作为攀援月季，让它围绕在篱笆或其他支撑物上生长。
当这一品种在1985年刚被推出的时候，它并没有获得广泛的关注，但如今龙沙宝石已然成为最广为人知的月季品种了。 2006年，它被誉为“全世界最受欢迎的月季”——这是月季能获得的最高殊荣了，并且被世界月季协会联盟收入进月季荣誉殿堂。

### 文学
- Charles & Brigid Quest-Ritson: Rosen: die große Enzyklopädie / The Royal Horticultural Society; Übersetzung durch Susanne Bonn; Redaktion: Agnes Pahler; Starnberg: Dorling Kindersley, 2004, ISBN 3-8310-0590-7